# Mieke Suys
Mieke Suys (* 15. Februar 1968 in Gent) ist eine belgische Triathletin und zweifache Olympionikin (2000, 2004).

## Werdegang
Mieke Suys begann 1986 mit Triathlon.
1992 und erneut 1994 wurde sie Universität-Weltmeisterin Triathlon.
Ihr Spitzname ist „Mickey“. 1996 wurde sie Triathlon-Vizeeuropameisterin über die Kurzdistanz.
Auf der Triathlon-Langdistanz wurde sie 1997 Fünfte bei der ITU-Weltmeisterschaft in Nizza.
1999 wurde sie Zehnte bei der ITU-Weltmeisterschaft auf der olympischen Distanz (1,5 km Schwimmen, 40 km Radfahren und 10 km Laufen).
Mieke Suys startete sowohl 2000 (DNF) als auch 2004 (22. Rang) bei den Olympischen Spielen.
Nach 2006 trat sie einige Jahre nicht mehr international in Erscheinung. Sie ist Mutter von zwei Söhnen.
2018 kündigte die 50-Jährige einen Start beim Gent-Triathlon an, wo sie im August den dritten Rang belegte.

## Sportliche Erfolge
| Datum/Jahr    | Rang | Wettbewerb                                          | Austragungsort | Zeit        | Bemerkung                                                                                             |
| ------------- | ---- | --------------------------------------------------- | -------------- | ----------- | --- |
| 19. Aug. 2018 | 3    | Gent Triathlon                                      | Gent           | 01:07:52    | 750 m Schwimmen, 20 km Radfahren und 5 km Laufen                                                      |
| 3. Sep. 2006  | 45   | ITU Triathlon World Championships                   | Lausanne       | 02:13:11    | |
| 30. Juli 2006 | 4    | ITU Triathlon European Cup                          | Kopenhagen     | 02:11:09    | hinter der Siegerin Tania Haiböck aus Österreich                                                      |
| 3. Dez. 2005  | 3    | ITU Triathlon European Cup                          | Eilat          | 02:19:50    | |
| 20. Aug. 2005 | 7    | ETU Triathlon European Championships                | Lausanne       | 02:10:29    | |
| 2005          | 3    | Alpen-Triathlon                                     | Schliersee     |             | |
| 26. Sep. 2004 | 3    | Triathlon International de Nice                     | Nizza          |             | |
| 25. Aug. 2004 | 22   | Olympische Sommerspiele 2004                        | Athen          | 02:09:12,57 | |
| 2003          | 3    | Alpen-Triathlon                                     | Schliersee     |             | |
| 2000          | DNF  | Olympische Sommerspiele 2000                        | Sydney         | –           | |
| 11. Sep. 1999 | 10   | ITU Triathlon World Championships                   | Montreal       | 01:57:28    | Weltmeisterschaft auf der olympischen Distanz (1,5 km Schwimmen, 40 km Radfahren und 10 km Laufen)    |
| 26. Sep. 1999 | 3    | Triathlon International de Nice                     | Nizza          | 06:58:30    | |
| 1999          | 1    | Alpen-Triathlon                                     | Schliersee     |             | |
| 16. Nov. 1997 | 9    | ITU Triathlon World Championships                   | Perth          | 02:02:12    | Weltmeisterschaft                                                                                     |
| 15. Aug. 1997 | 1    | ITU Triathlon World Cup                             | Embrun         | 02:21:43    | |
| 8. Juni 1997  | 5    | ITU Long Distance Triathlon World Championships     | Nizza          |             | Die Langdistanz-Weltmeisterschaft wurde 1997 im Zuge des Triathlon International de Nice ausgetragen. |
| 1997          | 2    | Alpen-Triathlon                                     | Schliersee     |             | |
| 7. Juli 1996  | 2    | ETU Triathlon European Championships                | Szombathely    | 02:00:47    | Vizeeuropameisterin über die Kurzdistanz                                                              |
| 30. Juli 1995 | 7    | ETU Short Distance Triathlon European Championships | Stockholm      | 02:04:17    | |
| 25. Sep. 1994 | 1    | FISU World University Triathlon Championships       | Nantes         | 02:04:24    | |
| 2. Juli 1994  | 8    | ETU Triathlon European Championships                | Eichstätt      | 02:09:49    | Europameisterschaft auf der Kurzdistanz                                                               |
| 23. Aug. 1992 | 1    | FISU World University Triathlon Championships       | Darmstadt      | 02:06:54    | |

(DNF – Did Not Finish)